# Bungotakada

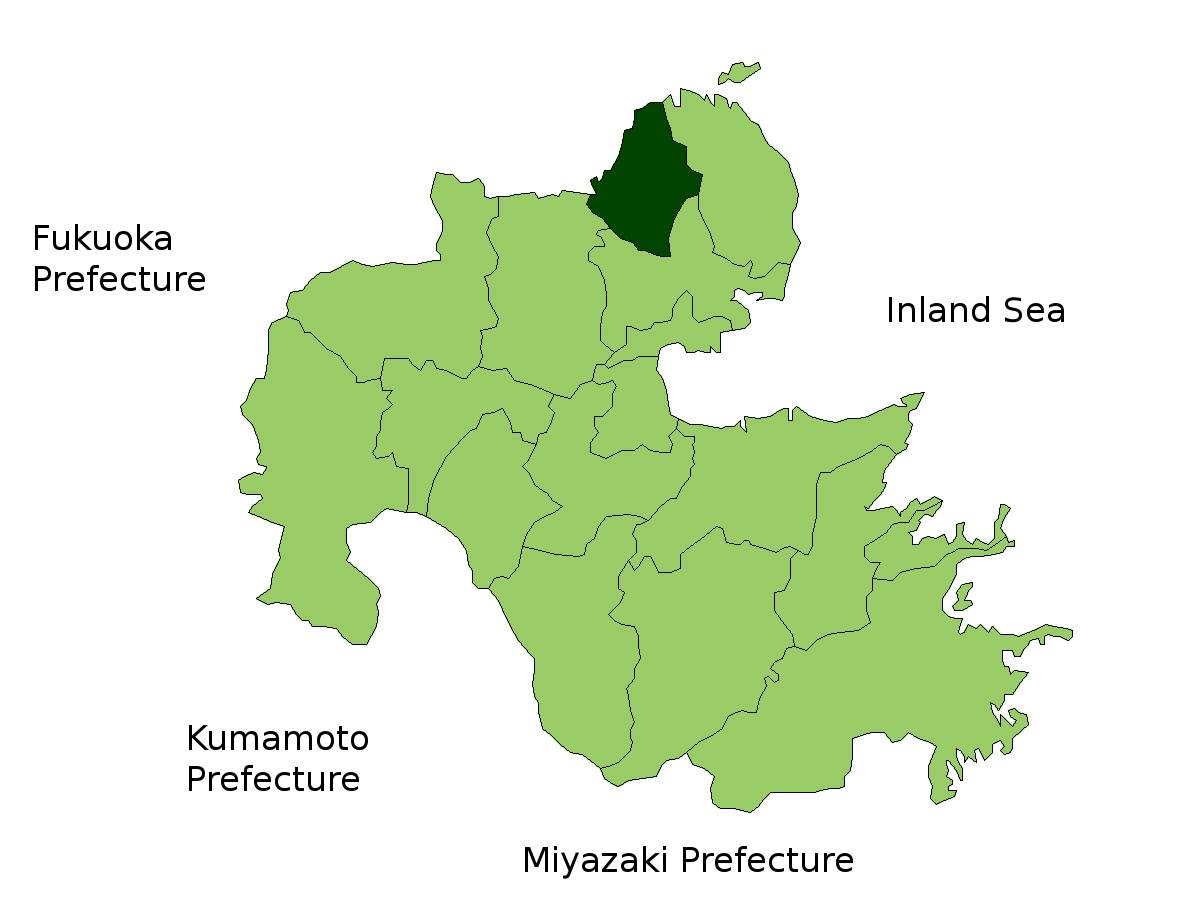

Bungotakada (豊後高田市 Bungotakada-shi?) este un municipiu din Japonia, prefectura Ōita.